# Kameradschaft
Kameradschaft ist eine Zuspitzung der Kollegialität innerhalb einer sozialen Gruppe, also einer nicht freiwillig geformten Gemeinschaft von mehr als zwei Personen. Sie beruht auf der Erwartung gegenseitiger Solidarität und baut in Abgrenzung zur Freundschaft nicht zwingend auf dem Gruppengefühl der Zuneigung auf.

## Begriff

### Anwendungsbereich

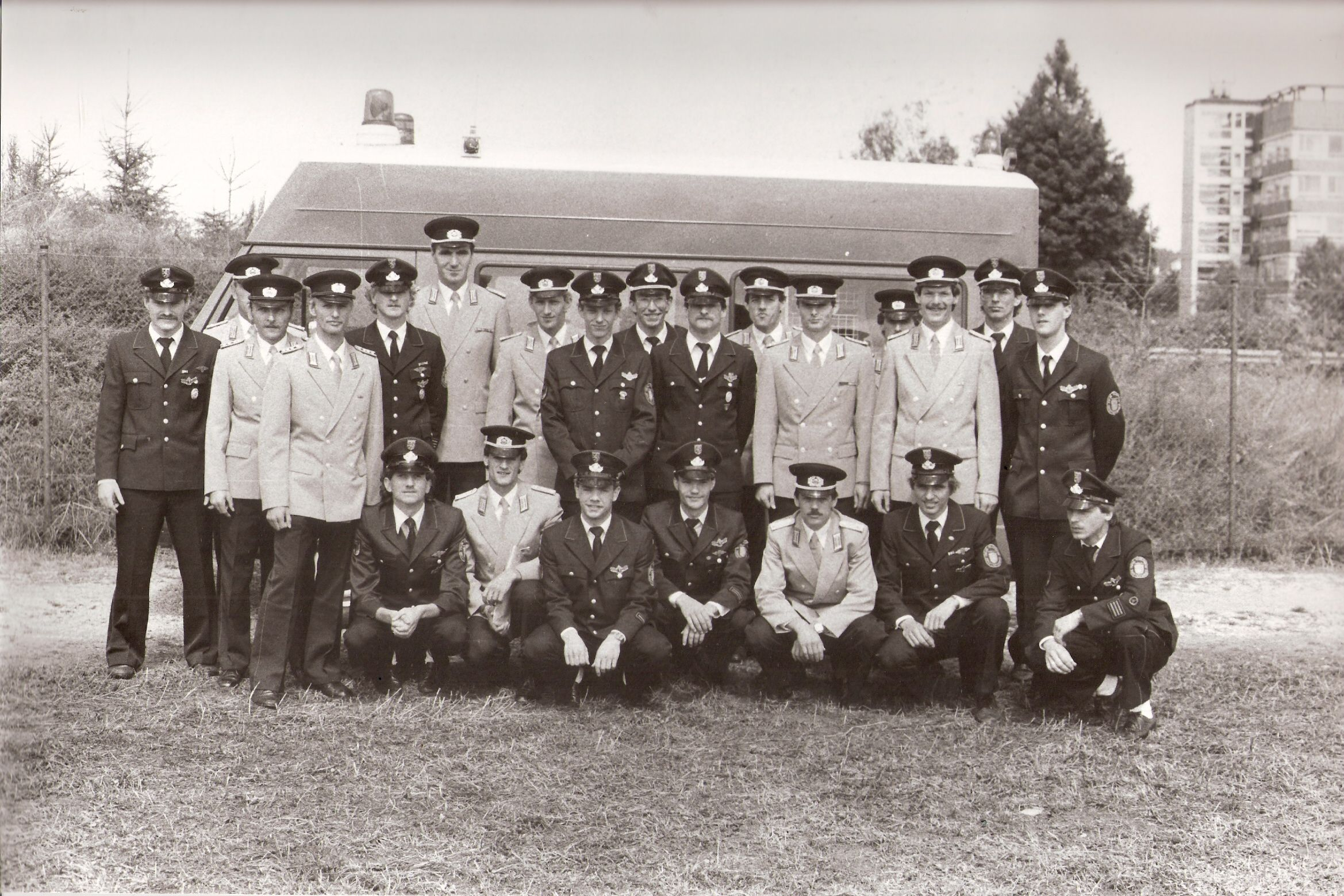
21. Juli 1985: „Deutsch-deutsche Kameradschaft“ – Die DDR-Feuerwehr-Auswahlmannschaft der Berufsfeuerwehren (helle Uniformen) und die einzige Sportwettkampf-Mannschaft des Deutschen Feuerwehrverbandes, die FF Beselich-Obertiefenbach.

Der Begriff wird häufig im Zusammenhang oft überwiegend männlich zusammengesetzten und miteinander konkurrierenden Gruppen verwendet, etwa im Sport, im Militärwesen, in der Schule (Klassenkamerad), politischen Parteien oder anderen Zusammenschlüssen mit gleichem Ziel, Interesse oder Geisteshaltung. Im militärischen Zusammenhang der Gefahrengemeinschaft wird oft das Gemeinschaftsgefühl betont.
Bergsteiger bezeichnen sich gelegentlich als Bergkamerad, im Hinblick auf die gegenseitige Hilfe bei Gefahren im Gebirge. Kameradschaft ist bei der Feuerwehr üblich, auch international. Gleiches gilt auch in den helfenden Organisationen, dem THW, dem DRK und teils der Berg- und Wasserwacht.
Das linke politische Spektrum setzt häufig das sinngleiche Wort Genosse an die Stelle der Kameradschaft.

### Wortherkunft
Der Begriff Kamerad teilt seine Herkunft mit dem des Gefährten. Das französische Wort camarade wurde im 16. Jahrhundert in die deutsche Militärsprache übernommen. Der lateinische Ursprung ist das Wort camera für „Zimmer“ für eine „Stube für Soldaten“. Das Wort Kamerad wird im Dreißigjährigen Krieg geläufig und bald auch allgemein für Gefährte oder Genosse verwendet. Hinzu kam im 19. Jahrhundert das Eigenschaftswort kameradschaftlich.

### Semantische Abgrenzungen

Gustav Radbruch, Rechtsreferendarzeit 1902

In diesem Abschnitt wird die Kameradschaft von den Begriffen Kameraderie, Freundschaft und Genossenschaft abgegrenzt.
Kameraderie ist die übertriebene oder falsch verstandene Kameradschaft, zum Beispiel in Form des Vertuschens von Straftaten oder Missständen innerhalb der sozialen Gruppe gegenüber Außenstehenden aus der Furcht heraus, das Außenbild der gesamten Organisation könnte dadurch leiden.
Die Übergänge von Kameradschaft zur Freundschaft sind oft unmerklich. Letztere beschreibt gleichwertige und stets freiwillige Zuneigung, ohne die Zwänge aus der eventuell gemeinsamen Mitgliedschaft in einer sozialen Gruppe. Die Freundschaft emanzipiert sich von der Kameradschaft insbesondere dann, wenn man aus der sozialen Gruppe ausscheidet, in der man einst Kamerad war.
Anders als in anderen Sprachen haben die Begriffe Genosse und „Kamerad“ eine eigenständige Bedeutung. Statt der kameradschaftlichen Solidarität innerhalb einer fremdbestimmten sozialen Gruppe beruht die Genossenschaft auf Vertrauen und einem gemeinsamen Ziel (vulgo Nutzen ziehen) innerhalb eines, häufig freiwilligen, sozialen Zusammenschlusses.

### Missbrauch
- „Kameradschaft“ hießen die studentischen Zusammenschlüsse innerhalb des NSDStB in der Zeit des Nationalsozialismus.
- „Freie Kameradschaften“ ist ein häufiger Name neonazistischer Gruppen.

## Allgemeine Ausprägung

### Kameradschaft in der Armee
Kameradschaft beispielhaft in der Bundeswehr ist als Idealbild des Zusammenhalts im Soldatengesetz verankert und wesentlicher Teil der sogenannten Moral einer Armee. Es verpflichtet jeden Soldaten, einem anderen Soldaten in Not und Gefahr beizustehen. Sie definiert das notwendige Verhalten untereinander, ohne die eine Armee im Gefecht nicht standhalten kann. Beispiel ist die erste Hilfe gegenüber den verletzten Kameraden, zu der jeder Soldat verpflichtet ist, auch ohne medizinische Ausbildung.
Wesentlich entscheidend für den Erfolg einer Armee ist ihre gelebte Kameradschaft, das Vorbild durch Vorgesetzte, die Verlässlichkeit und das Vertrauen der Soldaten untereinander und wesentlich die autonome, selbst initiierte Auftragserfüllung (Eigenverantwortung). Toxische Gegenkraft einer vitalen Kameradschaft ist Korruption, die entscheidend für den Verlust von Schlachten oder Kriegen sein kann. Auch die Zersplitterung der Verantwortlichkeiten in der Armee mindert oder verunmöglicht die Einsatzkraft einer Armee, wie das Beispiel der Bundeswehr nach der Wiedervereinigung Deutschlands zeigt. Einzelheiten zu den Armeen in unterschiedlichen Epochen finden sich im Kapitel zur Historie.

### Durchsetzung
Kameradschaftserwartungen werden in Armeen auch mit Mitteln durchgesetzt, welche die Führung offiziell nicht kennt. Ein extremes Beispiel zeigt der Film Eine Frage der Ehre. Die deutlich weniger gewalttätige Einübung von Treue und Kameradschaft ist die übliche Sozialisation der Rekruten zu Beginn ihrer Dienstzeit. Kameradschaft ist im Wesentlichen, niemanden unnötig bei Vorgesetzten anzuschwärzen (verpfeifen), sich gegenseitig zu helfen, kurzfristig für andere einzuspringen sowie lässliche Fehler nach außen zu kaschieren. Idealiter bildet sich so das Vertrauen, auf das in Not und Krieg zuverlässig zurückgegriffen werden kann.
Anders als das auf Gruppenausschluss zielende Mobbing gibt es in Armeen informelle Sanktionen, die den Betroffenen sog. einnorden und den Verbleib oder die Aufnahme in die Gruppe, vulgo dem Kameradenkreis absichern sollen. Diese reichen von Abwertungen, Beschimpfungen, einer zeitweisen sozialen Absonderung des Soldaten (abwertend: Kameradenschwein) bis hin drastischen Erniedrigungen. Lässt sich das der betroffene Soldat oder Polizist ohne Widerspruch oder Beschwerde bei den Vorgesetzten gefallen, ist die informelle Norm durchgesetzt und die „Abstrafung“ damit beendet. Ihre Form ist in Militär oder Polizei auch körperlich und gewaltbetont, während dies in Wirtschaft oder Verwaltung nicht geduldet werden darf.

### Ranggleichheit (Peers)
Tragende Säule der Kameradschaft ist die unter Ranggleichen. Zwischen Rangungleichen, also zwischen höheren und niederen Dienstgraden, vermindert sie sich mit zunehmendem hierarchischen Abstand deutlich. Ursache ist der prinzipielle Konflikt von Kameradschaft zu Befehl und Gehorsam.
Ranggleichheit ist das wesentliche und fördernde Element für Kameradschaft („kleiner Dienstweg“) und ist auch ohne gute Kenntnis seines Gegenübers ausübbar. Sie erlaubt eine reibungsfreie Zusammenarbeit, weil nur Gleichgestellte untereinander ohne Furcht vor negativen Konsequenzen bereit sein können, nötige Abweichungen von der Dienstvorschrift zuzulassen. In Militär, Polizei oder Feuerwehr unterrichten Uniformen schnell über den Dienstgrad, unter Ausschluss negativer Überraschungen aus einem unsichtbaren Hierarchieunterschied („graue Eminenzen“).
Die Form der Kameradschaft unter Ranggleichen unterscheidet sich stark danach, in welcher hierarchischen Ebene die Beteiligten tätig sind. Unter Offizieren führt sie oft zu informellen administrativen Netzwerken, gleich denen höherer Beamter oder leitender Angestellter in zivilen Organisationen. Das bietet den Weg, eigene Vorhaben oder Arbeitsprioritäten schneller als über den formalen („großen“) Dienstweg voranzutreiben. Unteroffiziere erleben Kameradschaft als Unterstützung im täglichen Dienstbetrieb (vulgo „schnell was regeln“) und Mannschaften erfahren sie häufig als gemeinsamen Schutz gegen ihre Vorgesetzten in Form des gemeinsam erlittenen Drills. Zur Förderung der Kameradschaft innerhalb der Dienstgradgruppe enthalten die Kasernen der meisten Armeen dedizierte Kasinos für Mannschaften, Unteroffiziere und Offiziere.
Nach dem Zweiten Weltkrieg haben Edward A. Shills und Morris Janowitz Untersuchungen zur Kameradschaft innerhalb der besiegten Wehrmacht angestellt. Aus ihren Befragungen gefangener Wehrmachtssoldaten schlussfolgerten sie, dass deren Kampfbereitschaft vorrangig aus Pflichtgefühl und Kameradschaft entstand. Das Ergebnis wird eingeschränkt, weil der Personeneid auf Adolf Hitler, die Befehle ihrer Vorgesetzten, die NS-Ideologie sowie andere Motive wie Plünderung oder Mordlust von den Befragten mit Wahrscheinlichkeit verschleiert worden sind.
Die Bereitschaft, bis zum Ende zu kämpfen, hing den Untersuchungen zufolge vorrangig von der Moral der Gruppe, also der kleinsten Einheit unterhalb eines Zuges ab. Erst nach deren Auseinanderbrechen wich dieser soziale Zusammenhalt auf und eröffnete erst dann die Möglichkeit zu desertieren.

### Rangunterschiede
Kameradschaft zwischen Vorgesetzten und Untergebenen ist deutlich schwieriger, weil es mit der Natur der Unterstellung kollidiert. Ein Untergebener kann kameradschaftliches Verhalten vom Vorgesetzten nicht einfordern, der Vorgesetzte muss von seiner Aufgabe her Verstöße gegen die Vorschriften oder die Ausbildungsinhalte ahnden. Er muss einen Grund haben, sie durchgehen zu lassen: wenn man in Notlage oder im Krieg ein verträgliches Miteinander besonders benötigt und so jeder auf den anderen angewiesen ist.
Kameradschaftliche Verbundenheit zwischen unterschiedlichen Dienstgraden zeigt sich in vertraulichen Titeln, zum Beispiel der oder die „Mutter der Kompanie“ für den Spieß. Hier werden Anliegen der oder Konflikte innerhalb der untergebenen Ränge möglichst geschickt nach oben hin vertreten. In umgekehrter Richtung findet der Stelleninhaber einen besonders verträglichen Weg, Befehle der oberen Hierarchie passend umzusetzen oder sie abzumildern.

### Kritik am Konzept
Kameradschaft kann übermotivieren, zur Selbstüberschätzung verleiten oder zu Taten verführen, die man sonst nicht tut (sich etwas nur in der Gruppe trauen). Die Extremformen der Kameradschaft können sektenähnliche Züge annehmen: einen Familienersatz vorspiegeln, fanatisch handeln, sich selbst vernachlässigen sowie alle Brücken hinter sich abreißen, extreme Überzeugungen annehmen oder kriminell werden.

## Historische Ausprägungen

### Zeit der Romantik

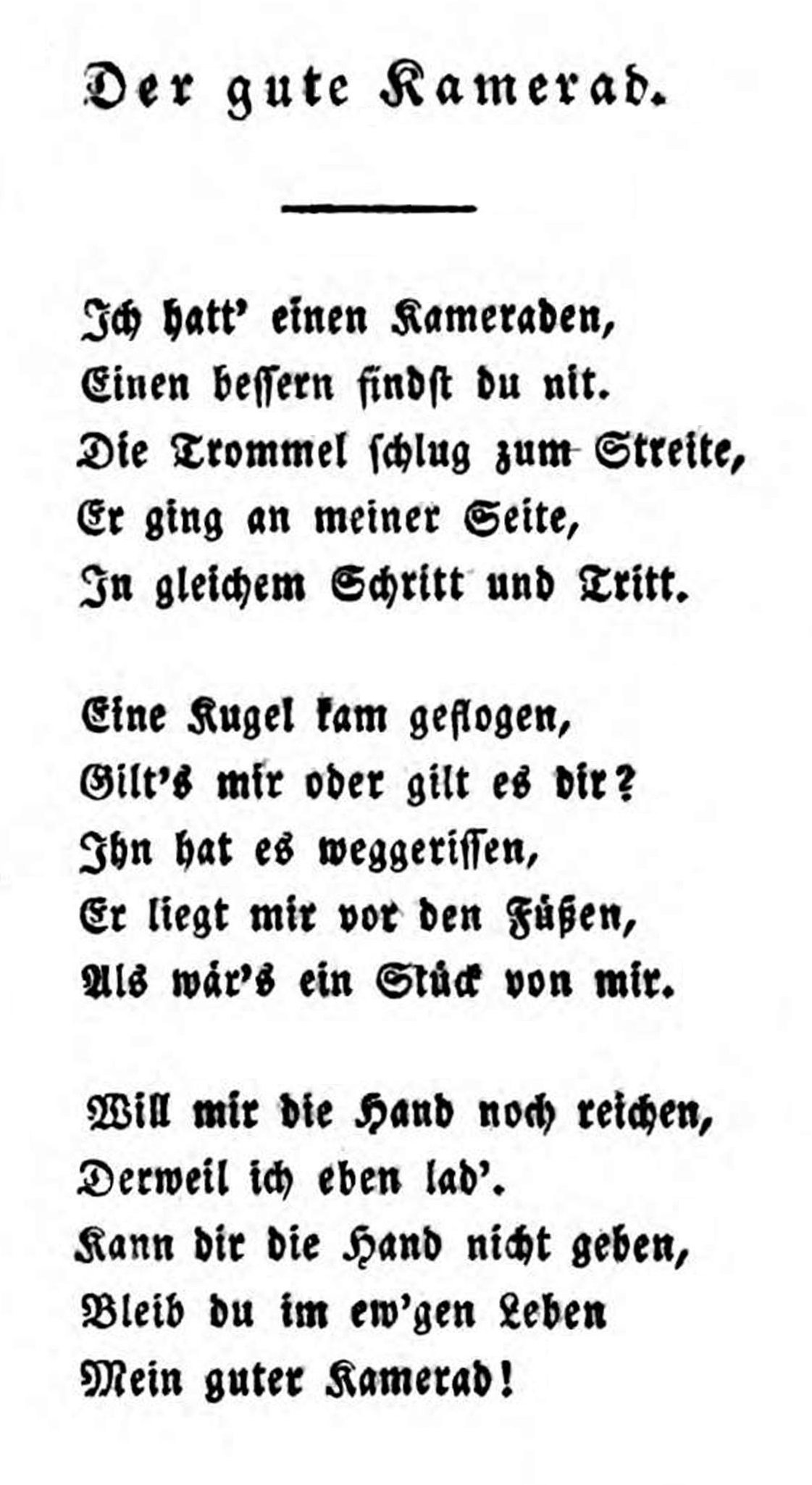
Druckfassung von 1815

Das Ideal der Kameradschaft hat in der Zeit der Romantik Ludwig Uhland 1809 im Gedicht Der gute Kamerad lyrisch interpretiert. Mit dem Ton von Friedrich Silcher wurde es 1825 zum Gassenhauer. Uhland war ein bekannter, eher atypischer Vertreter der Deutschen Romantik und aus späterer, restaurativer Rückbetrachtung ein linksradikaler Politiker.
Der Liedtext erzählt von zwei Soldaten aus der Zeit der napoleonischen Kriege, dem Tod in der Feldschlacht des einen, dem Überleben um Haaresbreite des anderen und ihrer tiefst empfundenen Kameradschaft. Der Liedtext antizipiert das nach Einführung der allgemeinen Wehrpflicht 1813/1814 entstandene Ideal von Kameradschaft, Kriegsopfer und Heldentod.
Das unterstützte auch die mit der neuen Wehrpflicht einhergehende nötige Aufwertung des Armeedienstes in der Gesellschaft; in Abgrenzung zu seiner früheren sozialen Deklassierung im stehendem Heer Preußens.
Der Kameradschaftsbegriff ist sehr anfällig für reaktionäre Propaganda und jeden sonstigen, insbesondere militaristischen Missbrauch. Thomas Kühne zeigt auf, wie der Begriff vom linken bis zum rechten Spektrum gebeugt werden kann. Das damalige romantische Verständnis von Kameradschaft ist mit den Erfahrungen der heutigen Zeit betrachtet vielfach problematisch, beschönigend oder abstoßend.

### Späte Kaiserzeit
Die Jugendbewegung war am Anfang des 20. Jahrhunderts anfangs individualistisch geprägt und predigte das Naturerleben, als Protest gegen den zu der Zeit Wilhelms vorherrschenden Militarismus. Sie entwickelte aber kein geschlossenes individualistisches Gegenmodell zu dem auf das Kollektiv festgelegten Konformismus, vielmehr existieren beide Haltungen in einer Art von Patt nebeneinander.
Der Einschluss der Mädchen führte zur weiteren Auffächerung der Gruppierungen, von der sich die Männer klar abgrenzten. Jüdischerseits bestand in den Jahren 1916 bis 1932 ein jüdischer Wanderbund. Die Arbeiterjugendbewegung bildete stets einen eigenständigen Zweig, während die Pfadfinderbünde sich organisatorisch in die Jugendbewegung eingliederten.

### Erster Weltkrieg

Adam Scharrer (DDR-Briefmarke 1989)

Anders als es die Kriegsbegeisterung im Kaiserreich vermuten ließ, war Kameradschaft unter den Soldaten eher eine Ausnahmeerfahrung. Einer Befragung unter Kriegsveteranen von 1926 zufolge erinnerten sich die Befragten viermal häufiger an Negativerlebnisse in Sachen Kameradschaft (Ungerechtigkeit) als an tatsächlich gelebte Kameradschaft.

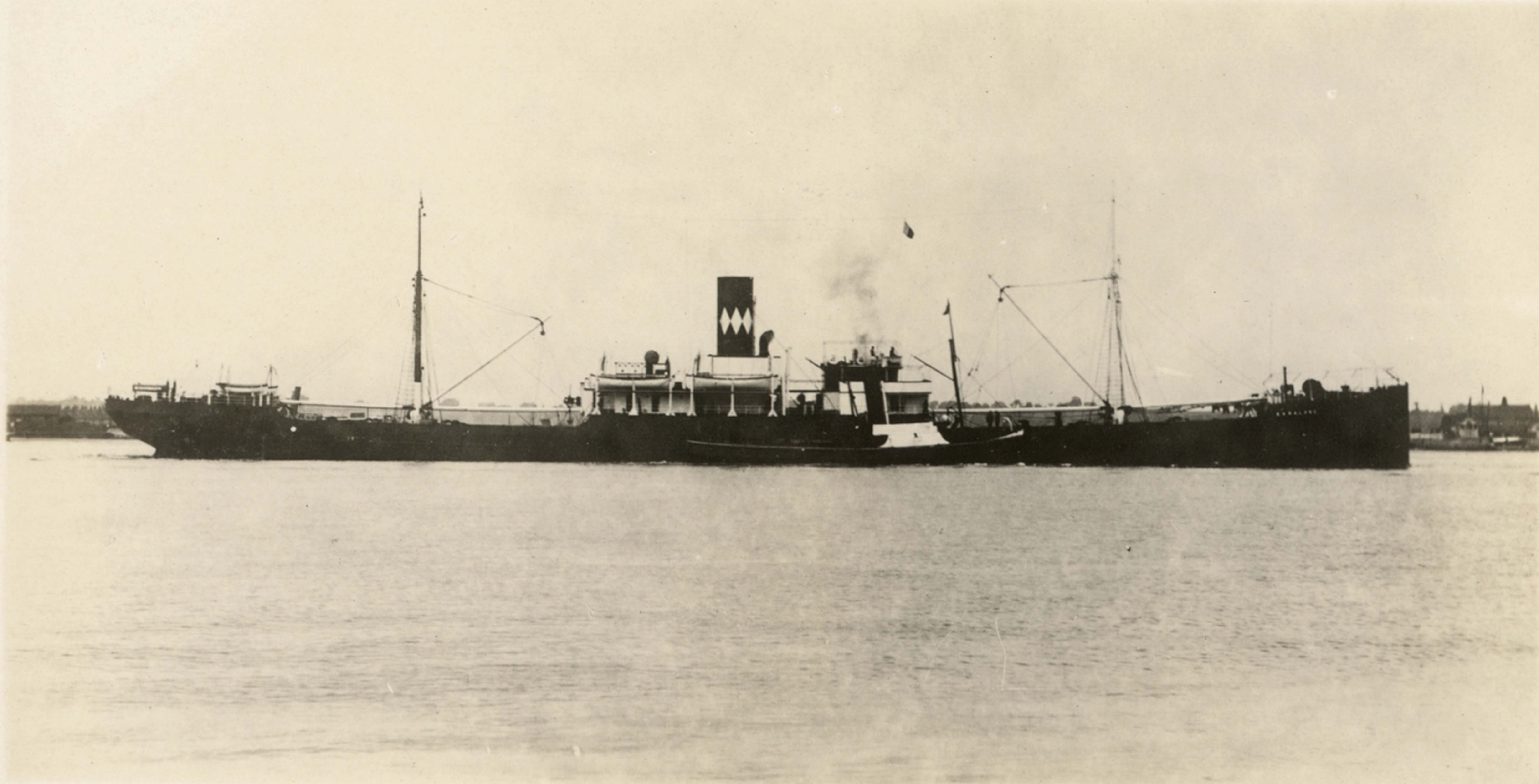
Die britische U-Boot-Falle HMS Baralong

Neben Remarques Im Westen nichts Neues rechnet Adam Scharrer in seinem Roman Vaterlandslose Gesellen aus dem Jahre 1930 mit dem sogenannten wilhelminischen System ab. Er betont die Unfreiwilligkeit und die nur vorgeschobene Kameradschaft im Krieg als Folge der großen Standesunterschiede, wenn Arbeiter und Adel unmittelbar nebeneinander kämpfen. In der Todesgefahr verschwinden vermeintlich alle sozialen Unterschiede – aber kaum ist die Gefahr vorbei, schließen sich die Reihen der sozialen Trennung wieder, als sei nichts gewesen. Das Zitat aus dem Werk lautet: „Wenn die Granaten über uns krepieren... dann gibt dir der Gutsbesitzer ein Stück Wurst... Sie hört sofort auf, wenn wir etwas weiter vom Schuss sind... Sie war niemals eine freiwillige Gemeinschaft, sondern immer nur eine von Todeskandidaten.“
Ein diplomatisch verbürgtes Beispiel für Unkameradschaftlichkeit im Ersten Weltkrieg war die Erschießung der überlebenden U-Bootbesatzung von U 27 (Baralong-Zwischenfall).

### Habsburger Armee

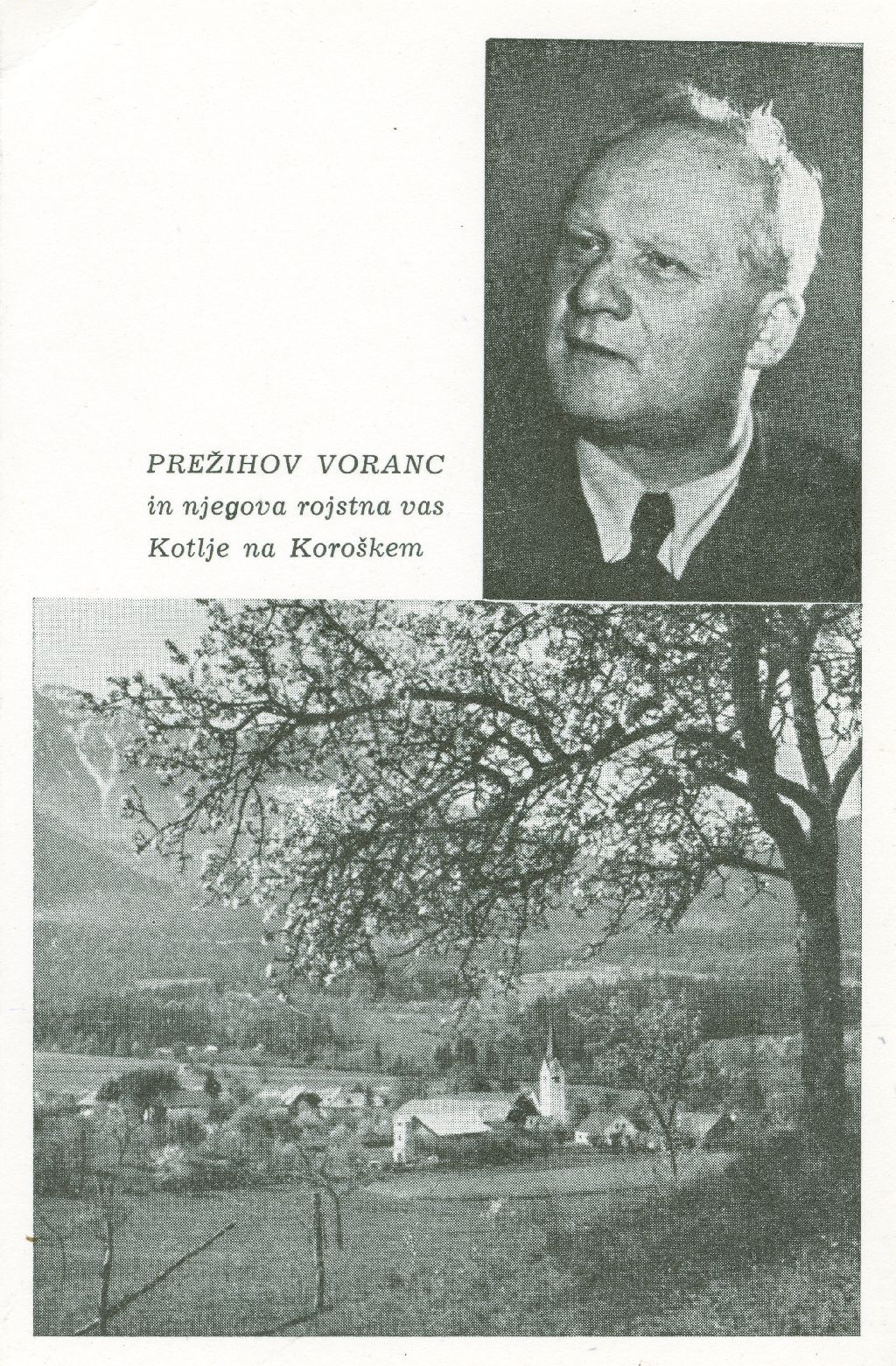
Lovro Kuhar (* 1893 in Köttlach und † 1950 in Maribor), Foto seines Geburtsortes.

In dieser Armee sprach man neben Deutsch acht weitere Sprachen, was die Solidarität erschwerte. Den Begriff Kamerad nutzte man im Sinne einer Funktion, nicht in ihrem Ziel nach. Solidarität lässt sich am ehesten noch dort festmachen, wo exemplarische Strafen an den Armeeangehörigen Mitleid erzeugen und Abmilderungen in den Strafausführungen geschildert werden.
Die erlebte Wirklichkeit ist der Gegensatz zur Verherrlichung aus dem offiziellen Schrifttum. Mit seinem Kriegsroman Doberdò aus dem Jahr 1940 vermittelt der slowenische Schriftsteller Lovro Kuhar durch die authentischen Beschreibung des Kriegsalltags in der Isonzoschlacht die „Gegenerinnerung“ dazu.
Weitere, aber satirisch verklärte Einblicke in das Innenleben der Habsburger Armee gibt der Roman Die Abenteuer des braven Soldaten Schwejk des tschechischen Schriftstellers Jaroslav Hašek, mit einem Film aus dem Jahr 1960 sowie als Serie von ORF und ZDF. Zustände innerhalb des Offizierstandes thematisiert der Roman Der Leutnant und sein Richter von Maria Fagyas von 1970.

### Zeit der Weimarer Republik

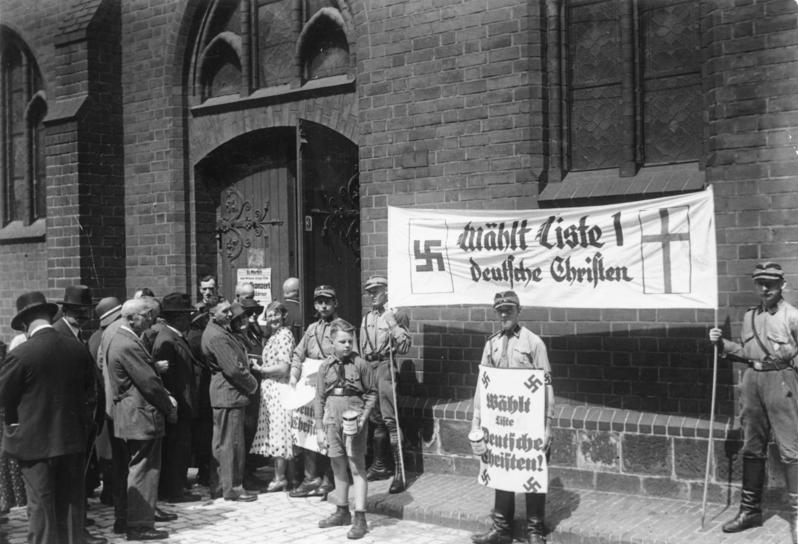
Kirchenratswahlen am 23. Juli 1933: Wahlpropaganda von der St.-Marien-Kirche am Neuen Markt in Berlin

Die Ideenwelt der Jugendorganisationen der Weimarer Republik war sehr vom Militarismus inspiriert. Zum Leitbild der männlichen Jugend wurde das des „Frontsoldaten“. Es dominierten militärische Tugenden wie Tapferkeit und Härte, Kameradschaft und Einsatzbereitschaft in den Erziehungswerten.
Es trat bei Gruppen der Jugendbewegung – konfessioneller, politischer oder sonstiger Ausrichtung – eine Militarisierung ein verbunden mit einem Verlangen nach utopischen Zukunftsentwürfen. Es gab einen „Kampf um die Jugend“, bei dem die kommunistischen und vor allem NS-Verbände durch ihre Agitation als Auslöser fungierten. In diesem Kampf ließ sich eine große Anzahl von Jugendlichen nicht nur widerstandslos, sondern mit Überidentifikation in Dienst nehmen, wie das folgende Zitat zeigt:

„Marschierende, einheitlich gekleidete Jungentrupps in geschlossenen, disziplinierten Reihen. Sie halten Gleichschritt, die Fahne an ihrer Spitze... [Anm: es] bedeutet allen ein elementares Erlebnis, wirkt auf alle wie ein Rausch.“

Nicht Emanzipation, sondern Integration war also ein massenhaftes Generationsbedürfnis. In einer historisch bereits tief verankerten Tradition war in der Zwischenkriegszeit vor allem Kameradschaft als Leidensgemeinschaft anschlussfähig. Eine „sakrale Sinnstiftung“ des Heldentodes und die Ausblendung des eigenen, aktiven Tötens verband sich wirkmächtig mit der christlichen Motivik des Leidens für die Glaubensgemeinschaft.

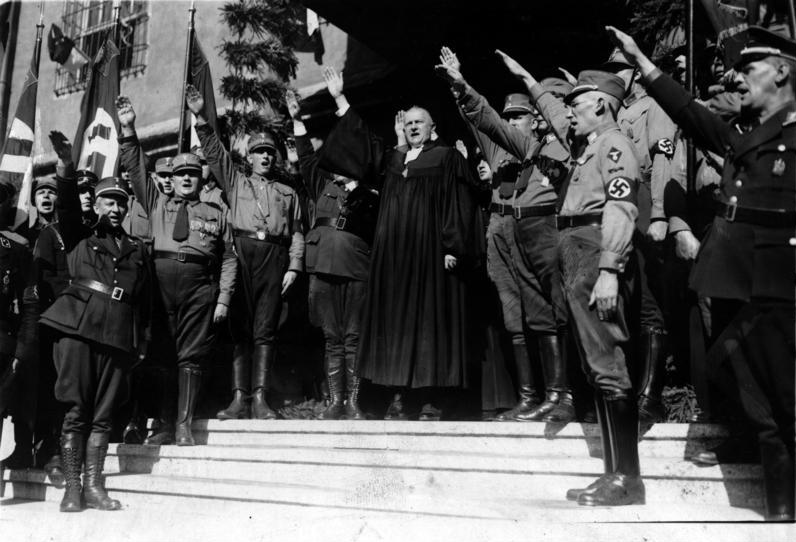
Eröffnung der nationalen Synode am 27. September 1933: Landesbischof Müller beim Hitlergruß

Als die höchste Form deutsch-christlicher Gemeinschaft wurde die Kameradschaft bei den Deutschen Christen beschrieben. Die Anrede Kamerad war im alltäglichen und wie auch dienstlichem Verkehr in Gebrauch. Verschiedene deutsch-christliche Gruppen schlossen sich zu Kameradschaften zusammen. Literarische Vorbilder lieferten die als Kameradschaft verklärte „Schützengrabenfreundschaft“ zwischen Walter Flex und dem vormaligen Theologiestudenten Ernst Wurche. Flex stellte ihn in den Mittelpunkt seines Buches Der Wanderer zwischen beiden Welten. Es war neben Im Westen nichts Neues das meistgelesene Buch über den Ersten Weltkrieg.

### Nationalsozialismus

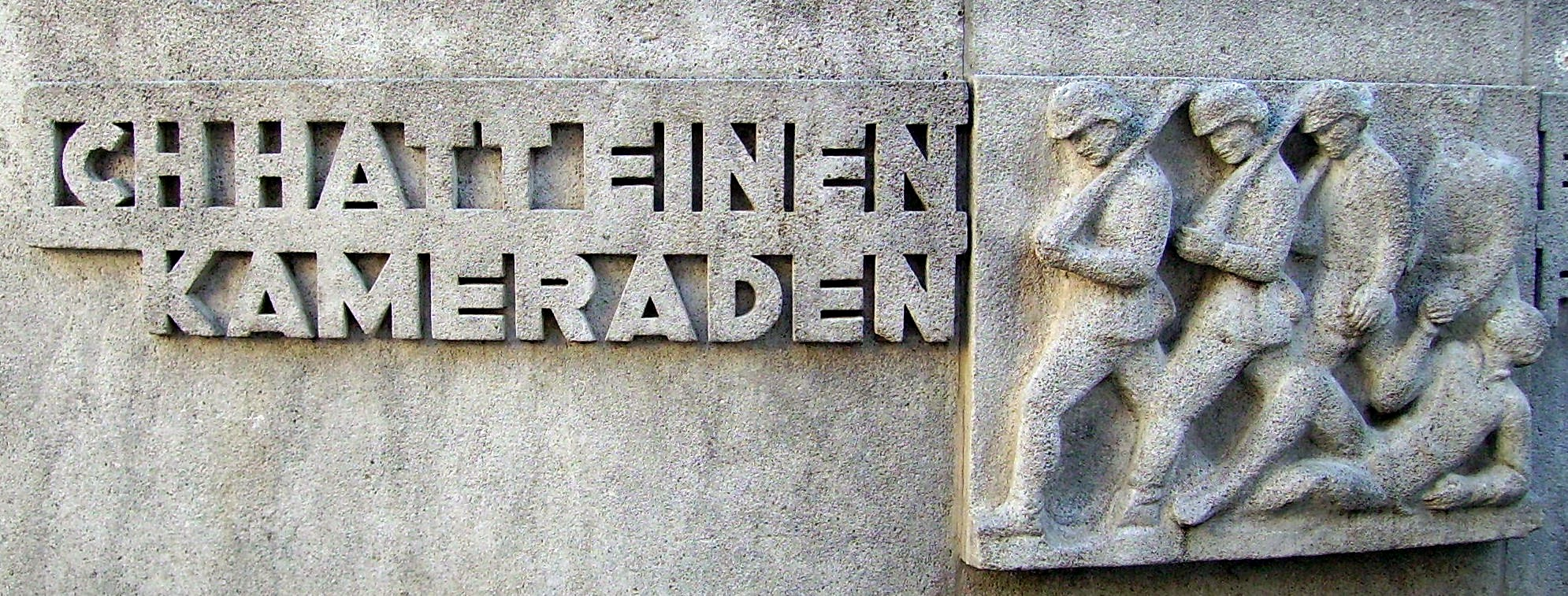
Inschrift auf dem Kriegerdenkmal (1930) in Speyer

Der Kameradschaftsbegriff wurde nach seiner Verherrlichung (sogenannte Apotheose) um 1930 im späteren NS-Staat zur Staatstugend erhoben, sogenannter völkischer Kollektivismus. Die nationalsozialistische Ideologie kapert den Kameradschaftsbegriff auf der nächst weiteren Stufe, indem sie alle Staatsbürger zu sogenannten Volksgenossen gleichschaltet, alle einer rassistischen Auswahl unterwirft – und am Ende daraus eine NS-Volksgemeinschaft formt (völkischer Nationalismus). Folglich galten in den NS-Organisationen oder Formationen die Begriffe „Ehre“ oder „Anständigkeit“ nicht universal, sondern nur mit dem Blick auf eben jene Volksgemeinschaft.
In Sachen Jugendarbeit zielte ab 1930 der Begriff Kameradschaft nahezu nur auf den militärischen Sprachgebrauch, bis zu ihrem Aufgehen in die Hitlerjugend für Jungen verbunden mit der Aufgabe sie für den NS-Staat abzuhärten und auf den Wehrdienst zu drillen.

#### Dolchstoßlegende

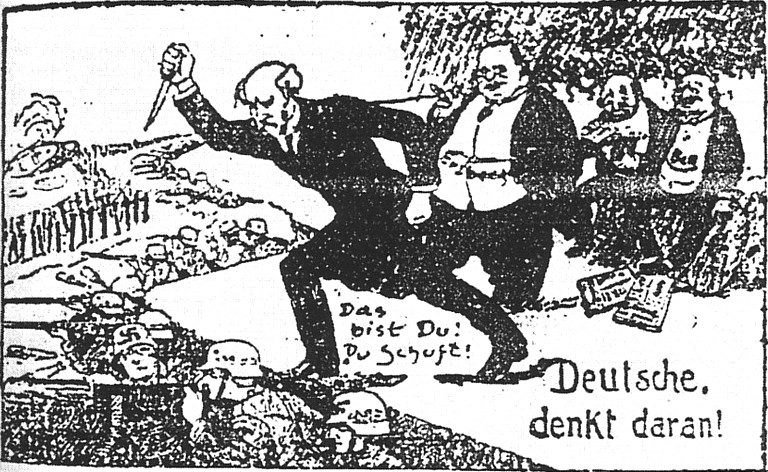
Philipp Scheidemann „erdolcht“ deutsche Frontsoldaten

Die Dolchstoßlegende wirft der Bevölkerung mangelhafte Kameradschaft vor. Sie konnte sich im Umfeld der Großen Depression, folgend auf die Weltwirtschaftskrise ab 1930 gesellschaftlich durchsetzen. Unter anderem mit ihrer Hilfe gelang es dem NS-Staat, das Ideal soldatischer Kameradschaft weiter und tiefer in der Gesellschaft zu verankern. Weil die individuelle Verantwortung zur Bewältigung der Kriegsniederlage den Einzelnen zu überfordern schien, bot der Kameradschaftsbegriff die Möglichkeit zur bequemeren, „kollektiven Arbeit“ an den „Lasten“ des Ersten Weltkriegs.

#### Kameradschaft und Bevölkerung
Der Jurist und Schriftsteller Sebastian Haffner beklagte sich, das deutsche Volk sei vollständig „verkameradet“ und ferner, dass das deutsche Volk diese „verhängte Lebensform“ gern und willig annahm.
Die kameradschaftliche Gleichschaltung im Nationalsozialismus zeigt sich beispielhaft am Leben in Lagern, zum Beispiel Ferienlager. Kameradschaft unter den Bedingungen des räumlich beengten Lagerlebens führt zur Verminderung oder der Aufhebung der Intim- und Privatsphäre, möglicherweise auch gewollt. Der Historiker Detlev Peukert schreibt über eine offenbare Anziehungskraft dieser Lebensform: „Das Lager wurde zur Lebensform, die Kolonne zur Bewegungsweise... Diese Einheitlichkeit... löste sich erst mit dem Zweiten Weltkrieg auf (…).“

#### Militärische Formationen

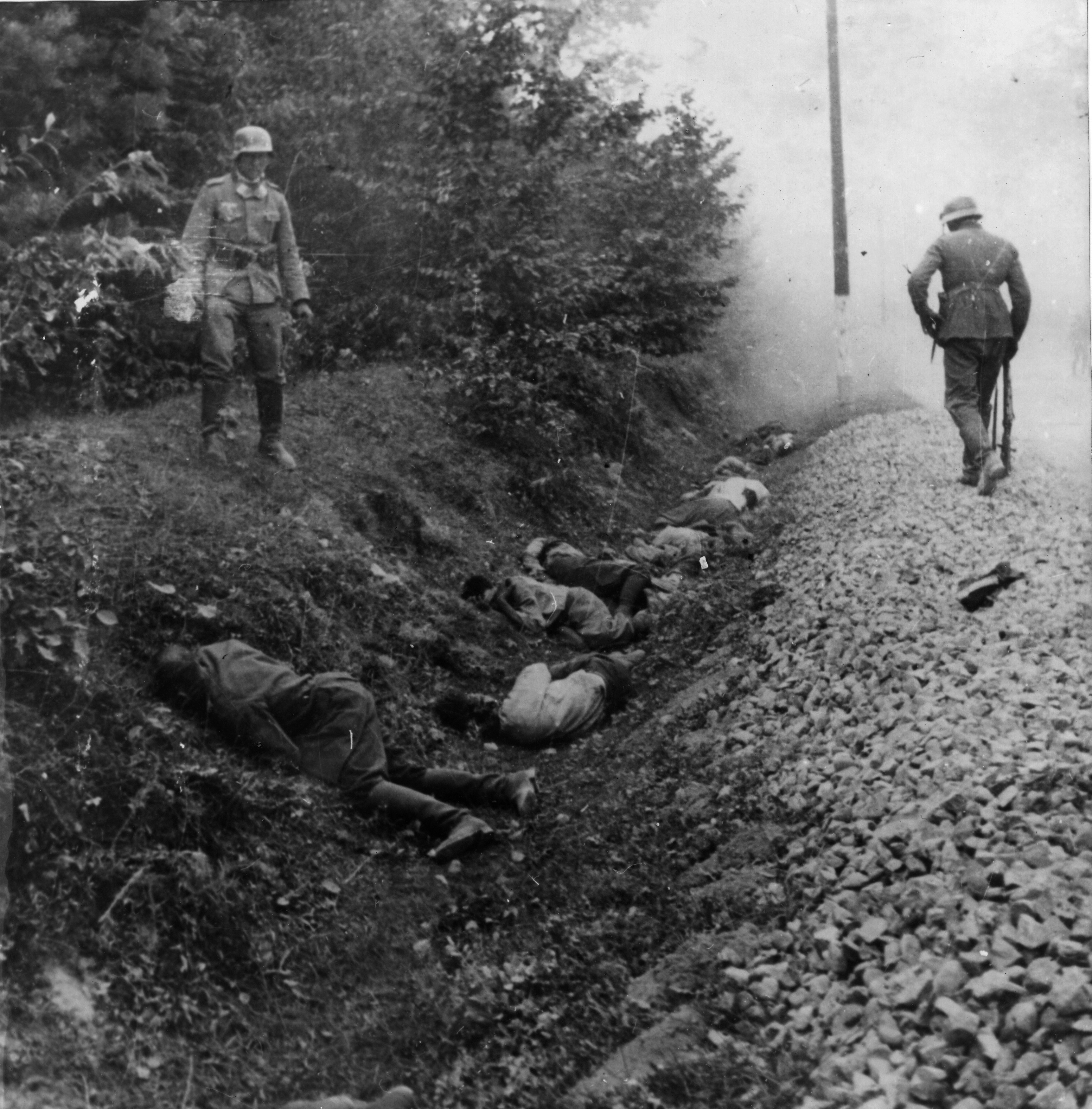
300 polnische Kriegsgefangene erschossen im Massaker von Ciepielów, September 1939

Peukert arbeitete die Bedeutung der „Faszination der Formation“ der Jugendlichen heraus, welche erst ihre streng militaristische Sozialisation ermöglichte.
Sebastian Haffner beschrieb 1939 die dunkle Seite des Gruppenzusammenhalts. Als Teilnehmer einer juristischen Schulung und einer militärischen Ausbildung im Referendarlager Jüterbog im Herbst 1933 spürte er das „Gift der Kameradschaft“. Das war aus seiner Sicht die Möglichkeit, dass der Gruppenzwang und seine Kameraden an die Stelle seines eigenen Gewissens treten – und sich im christlichen Sinn sich in der Gemeinschaft von der Schuld ihrer begangenen Kriegsverbrechen lossprechen. Das Zitat hierzu lautet „Kameradschaft gehört zum Krieg... Sie macht Unerträgliches erträglich... Sie macht ihn unfähig zum eigenen[…] Leben.“
Für ihre Kriegsverbrechen missbrauchten alle bewaffneten Einheiten wie Wehrmacht, SS und die anderen extrem perfide die Kameradschaft und den Gruppenzwang. Das wirkte als „Motor der Gewalt“. Wer sich der „Pflicht des Mordens“ entzog, verstieß der NS-Logik zufolge gegen „das Kameradschaftsgebot“ der gleichmäßigen Lastenverteilung. Insbesondere galt dies für Massaker und Tötungen, die als Vergeltung im Krieg bemäntelt wurden. Inmitten der Bedrohung des Krieges führte nach Thomas Kühne unter anderem die Sehnsucht nach Gemeinschaft, zur Beteiligung der Soldaten an Kriegsverbrechen, gleich einer kriminellen Komplizenschaft. Die Kameradschaft war janusköpfig: auf der einen Seite Hilfe und Altruismus, aber zu gleicher Zeit auch gemeinschaftliche Gewalt und Unmenschlichkeit.

#### Zivilgesellschaftliche Verantwortung
Es kann gefragt werden, ob sich die „Gesellschaft“ in der Etappe von der Schuld der „Täter“ an der Front abkoppeln kann. Oder, alternativ, ob die begangenen Kriegsverbrechen „kameradschaftliches“ Unrecht sind und so die gesamte damalige deutsche Gesellschaft verantwortlich dafür macht.
In Sachen Gemeinschaftsbildung gab es den grundlegenden Unterschied, ob die Kriegsverbrechen gemeinsam begangen wurden oder man nur von ihnen wusste, ohne selbst (Mit-)täter zu sein. Die Kriegsverbrechen wären ohne die Eskalation im Krieg an sich nicht möglich gewesen. Erst der Zweite Weltkrieg schuf strukturierte Zugehörigkeiten. Er stellte gewalttätige und den massenhaften Tod bringende Rollen bereit, denen sich die Mehrheit der Deutschen reibungslos anpasste.

#### Männerbünde
Sie sind ähnlich einer Kameradschaft eine Schwurgemeinschaft von Männern mit einem definierten gemeinsamen, meist elitärem Ziel.
Die „Schützengrabenkameradschaft“ des Ersten Weltkriegs galt als der Inbegriff der „Geborgenheit einer Gemeinschaft“ gleichrangiger Männer. Die Frontkameradschaft galt nun als die „Keimzelle eines neuen Menschen“.
NS-Organisationen wie die SS bezogen sich rückgreifend auf indogermanische oder „arische“ Männerbünde. Das hierarchische Männerbild des Nationalsozialismus grenzte sich klar zu dem mehr egalitären der Weimarer Republik ab, Führung und Gefolgschaft standen im Zentrum. Die Elemente des deutschen Männerbund-Gedankens wurden mit sogenannten völkischem oder germanenkundlichen Gedanken vermengt. Das Konzept galt also für SA, SS, Hitler-Jugend bis hin zu den Eliteverbänden wie der Leibstandarte SS Adolf Hitler.

#### Kameradschaft in Konzentrationslagern

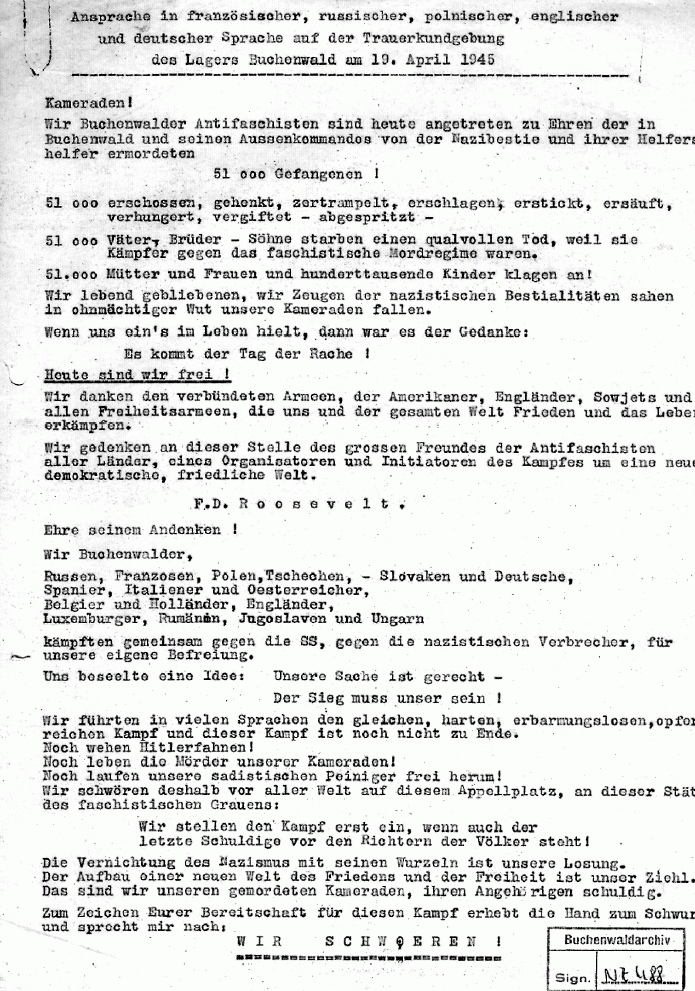
Schwur von Buchenwald, 19. April 1945

Auch KZ-Häftlinge redeten einander mit „Kamerad“ an. Im Schwur von Buchenwald heißt es: „… Das sind wir unseren gemordeten Kameraden und ihren Angehörigen schuldig.“
Im Jahr 1946 veröffentlichte Heinrich Christian Meier seine Erinnerungen als Überlebender des KZ Neuengamme. Er beschreibt das Kameradschaft unter den Bedingungen eines KZs wie folgt: „Es hat immer mein Gewissen bedrückt, dass ich – wenn es mir gelang – einen Kameraden von einem gefährlichen Transport zurückzuhalten, vielleicht automatisch einen anderen nötigte, dem Tod in die Arme zu laufen...“
Der Historiker und wissenschaftliche Mitarbeiter der KZ-Gedenkstätte Neuengamme, Hermann Kaienburg, kommt in seinen Untersuchungen zu Solidarität und Widerstand zu einem anderen Ergebnis, demzufolge Gewalt, Elend und Verzweiflung die Alltagserfahrung der Häftlinge war. Dieses Ergebnis kann wohl für alle KZs angenommen werden. Oft verdankten sie ihr Überleben der kameradschaftlichen Solidarität.
In den KZs waren zudem Angehörige von mehr als 35 Volksgruppen inhaftiert. Ältere Häftlinge erhielten in der Lagersprache der KZs, genannt „Lagerszpracha“ die Betitelung „alte Nummer“. Ein Lagerausdruck für Häftlinge im letzten Stadium der Entkräftung war Muselmann. Die sprachliche Situation in den nationalsozialistischen KZs entsprach nicht gängigem Verhalten im sozialen Gefüge.

### Zeit nach dem Zweiten Weltkrieg allgemein
Nach dem Zweiten Weltkrieg wurde das gedankliche Bild der vermeintlich guten Kameradschaft stufenweise von dem der bösen Kameradschaft abgelöst.

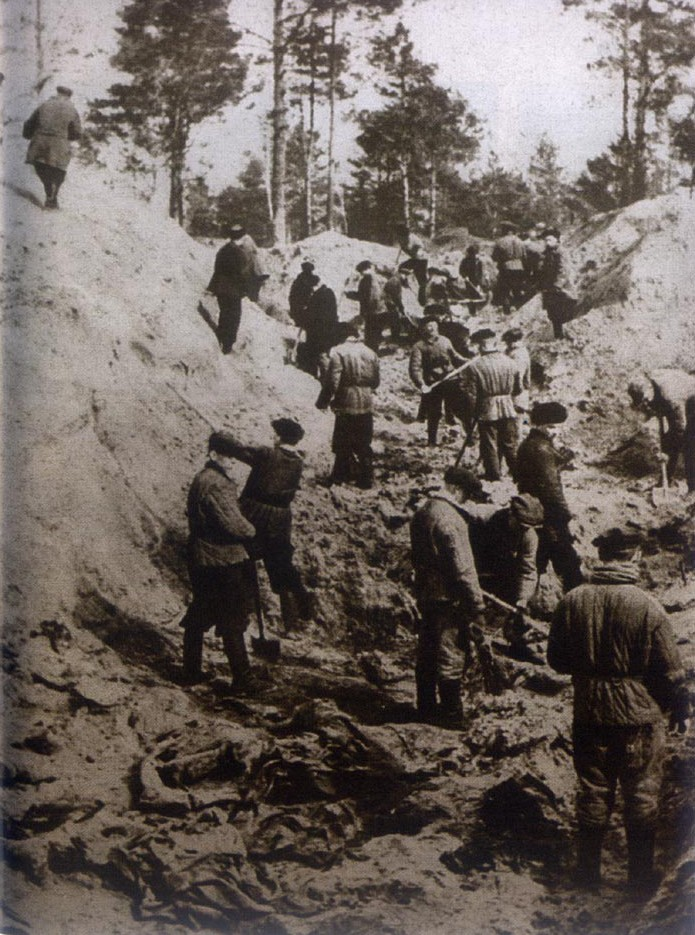
Massengrab des Massaker von Katyn aus Sommer 1942

Die Wurzeln des Konformismus aus der Zeit von Weimar waren so nachhaltig, dass sie bis in die Zeit nach dem Zweiten Weltkrieg wirkten. Kriegsveteranen prägten in der Frühzeit der westlichen Bundesrepublik in Sachen Kameradschaft eine opferzentrierte Erinnerungskultur. Ab den 1980ern wurde man sich vermehrt ihrer Kehrseite gewahr, der Gewalt und der Verbrechen der nationalsozialistischen Zeit.
Die Erfahrung des Kriegsendes des Zweiten Weltkriegs im Jahr 1945 unterscheidet sich grundlegend von der erfahrenen kollektiven Perspektivlosigkeit nach des Verlust des Ersten Weltkrieges im Jahr 1918. Viele entlassene Kriegsgefangene oder Demobilisierte konnten sich rasch beruflich wieder eingliedern und „zivilisierten“ sich rasch. Die unmittelbar und körperlich erfahrene Niederlage sowie die deckende alliierte Besatzung boten weder Raum noch Sehnsucht für verklärend positive Kriegserinnerungen und somit keinen Boden für reaktionäre Kameradenbünde.
Im Laufe der weiteren Geschichte der alten Bundesrepublik zog sich der Kameradschaftsbegriff aus dem öffentlichen Raum zurück. Er verengte sich vorwiegend auf das Umfeld der Bundeswehr. Dabei verblieb es auch auf dem Höhepunkt des Kalten Krieges Mitte der 1980er Jahre. Hinzu kam die zeitgleich zunehmende Hinterfragung des Begriffs durch die historische Aufarbeitung der Kriegsverbrechen, auch der Wehrmacht, im Zweiten Weltkrieg („Kultur des Gewissens“). Der Bedeutungsverlust des Kameradschaftsbegriffs setzte sich mit der Verkleinerung der Bundeswehr im wiedervereinigten Deutschland weiter fort.
Weiterer Aspekt im akademischen Diskurs hierzu ist die sogenannte männliche Leitbildfunktion des Kameraden aus der späten Weimarer und der folgenden Zeit des Nationalsozialismus – und ihre Ablösung durch heute gültige, deutlich mehr individualistisch geprägte, gesellschaftliche Normen (Postheroismus).

#### Sozialismus

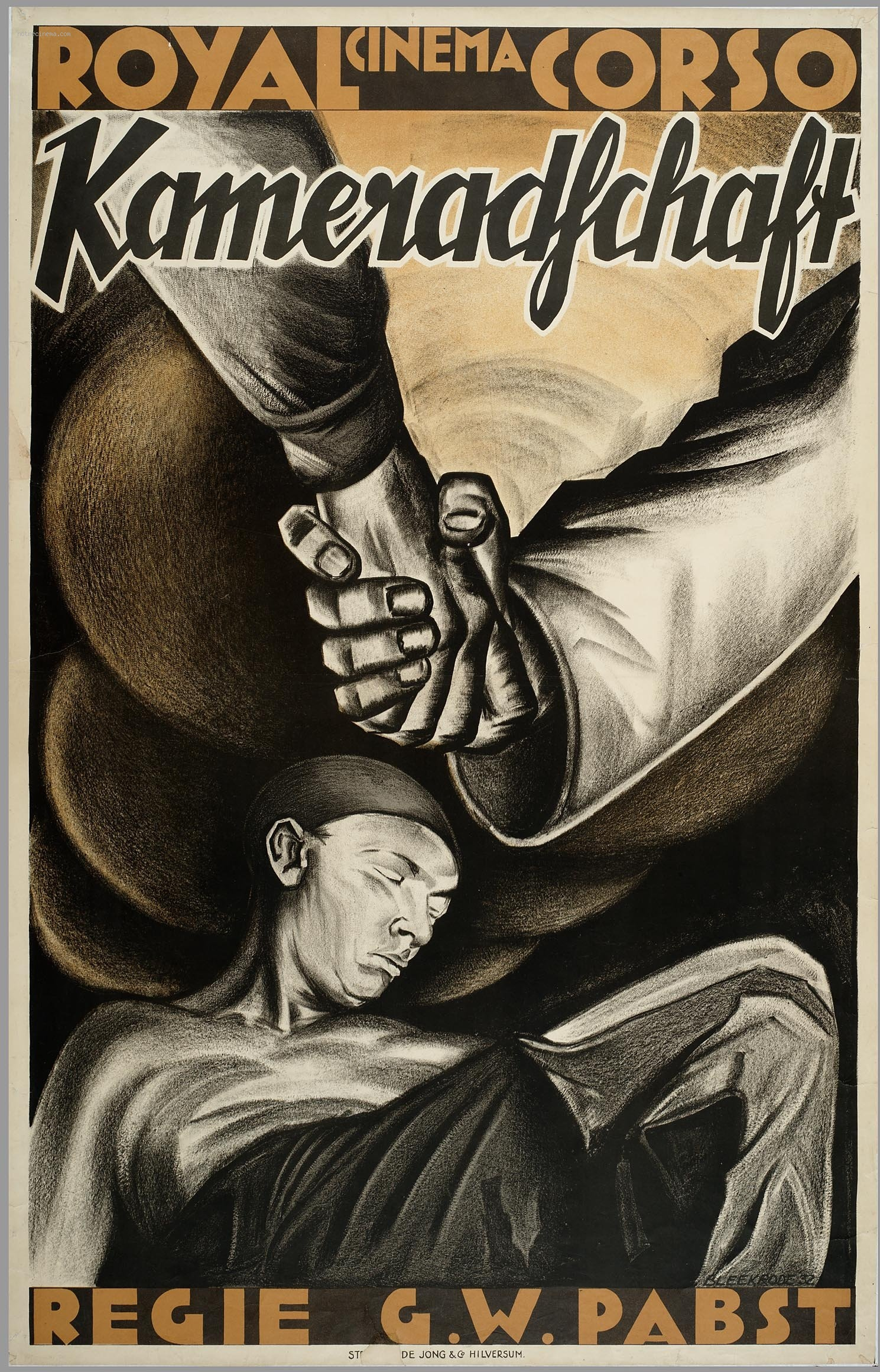
Kinoplakat 1932

Nach einer sozialistischen These Radbruchs gibt es echte Kameradschaft nur wenn Menschen in einer gemeinsamen Sache, Werk oder Arbeit miteinander verbunden sind. Die einzig zugelassene Form ist die einer „Gemeinschaft“. Ihm zufolge sind „Kameradschaft, Gemeinsinn und Arbeitsfreude die drei Grundgedanken sozialistischer Sittlichkeit“. Die höchste Form eines Kameraden ist der Genosse.
Der deutsch-französische „Versöhnungsfilm“ aus der Zwischenkriegszeit mit Titel Kameradschaft handelt von einem Grubenunglück an der Grenze, bei dem deutsche verunglückte französische Bergwerksarbeiter retten. Der Filmkritiker Siegfried Kracauer analysierte: „Pabst gibt sich nicht damit zufrieden, den Nationalismus anzuprangern, er interpretiert ihn im sozialistischen Sinne.“
Der Kinofilm wurde vom deutschen Ausschuss des Völkerbund-Komitees für die Annäherung der Völker durch den Film ausgezeichnet. Vor dem Filmhintergrund des Grubenunglück von Courrières 1906 thematisierte Georg Wilhelm Pabst die internationale Solidarität. Zur Weltausstellung in Brüssel 1958 wird Kameradschaft von einer internationalen Kritiker-Jury unter die 30 besten Filme aller Zeiten gewählt. Seiner These zufolge kann der Sozialismus und die Kameradschaft die Folgen von Katastrophen, die Hierarchien in Bergwerken, alle Barrieren bei Kultur und Sprache Formalismus, Gesellschaftsschranken sowie alle Indoktrinationen aushebeln. Courrières wurde im linken Lager zum Symbol von Völkerverständigung.

#### Bundeswehr
Wesentlicher Teil der Inneren Führung der Truppe ist die Kameradschaft. Das bedeutet die Pflicht jedes Soldaten jedem Angehörigen der eigenen oder verbündeten Armee auch unter Lebensgefahr beizustehen. Das besondere an der soldatischen Kameradschaft ist, dass sie von jedem Soldaten als Dienstpflicht gefordert wird. Dies ergibt sich in der Bundesrepublik Deutschland aus § 12 Soldatengesetz (SG). Ihre Regelungsbedürftigkeit ergibt sich daraus, dass sie in einem Spannungsverhältnis zu einer anderen soldatischen Pflicht stehen kann, der des „Gehorsams“. Die Pflicht zur Kameradschaft schließt gegenseitige Anerkennung, Rücksicht und Achtung fremder Anschauungen ein. Kameraden mit entsprechenden Rechten und Pflichten können nur Soldaten im Sinne des Soldatengesetzes sein. Aus dem Gesetzeswortlaut folgt aber auch, dass der Soldat gegenüber Zivilpersonen keine Pflichten im Rahmen der Kameradschaft hat, also auch keine Verpflichtung in Not oder Krieg.

„Kameradschaft ist nicht etwas, was sich der Soldat aussuchen kann – sie ist dem Soldaten befohlen. Sie vollzieht sich nicht nur horizontal, sondern auch vertikal – nicht nur von unten nach oben, sondern auch von oben nach unten.“

Frühere Soldaten wahren häufig die Traditionen aktiver, aber auch ehemaliger militärischer Einheiten und schließen sich häufig in Kameradschaften zusammen. So bildet die „Reservistenkameradschaft“ die kleinste Organisationseinheit des Reservistenverbandes.

## Exkurse

### Kameradschaftsehe
Die sog. Kameradschaftsehe ist keine spezifische Ausprägung einer Personengruppe ohne freiwilligen Zusammenschluss (sozialen Gruppe). Vielmehr ist es ein persönlicher Zweibund als Ehe unter bewusster und weitgehender Auslassung der körperlichen Nähe (Intimität).
In der Zeit der sogenannten Emanzipation von bürgerlichen Normen während des 20. Jahrhunderts wurde auch diese Form der Ehe als neue Form erörtert. Sie ist insbesondere in der Weimarer Zeit eingehend debattiert worden sowie in Österreich von Stefan Zweig und in den USA von Autoren wie Ben B. Lindsey und Wainwright Evans.

### Anderes
Kameradschaften sind ebenfalls die kleinsten Organisationseinheiten im Kyffhäuserbund. In der Kameradschaft 248 GSU e. V. haben sich wiederum Geschichtsinteressierte sowie Ehemalige der früheren 248 German Security Unit der britischen Militärpolizei in Berlin organisiert.